# Leandro Bianchi
Leandro Bianchi (15 aprile 2003) è un giocatore di football americano svizzero che gioca nel ruolo di wide receiver per i Gladiators Beider Basel.